# NGC 4184
NGC 4184 est un amas ouvert situé dans la constellation de la Croix du Sud. Il a été découvert par l'astronome britannique John Herschel en 1837.
Selon la classification des amas ouverts de Robert Trumpler, cet amas renferme moins de 50 étoiles (lettre p) dont la concentration est forte (I) et dont les magnitudes se répartissent sur un intervalle moyen (le chiffre 2).

## Observatioin

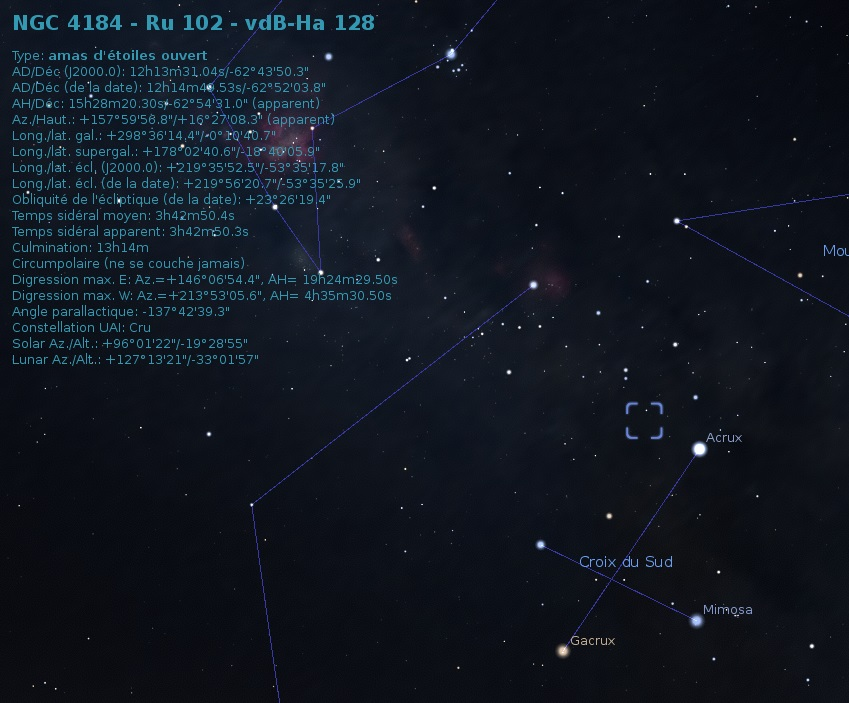
Localisation de NGC 4184 dans la constellation de la Croix du Sud. (Stellarium)

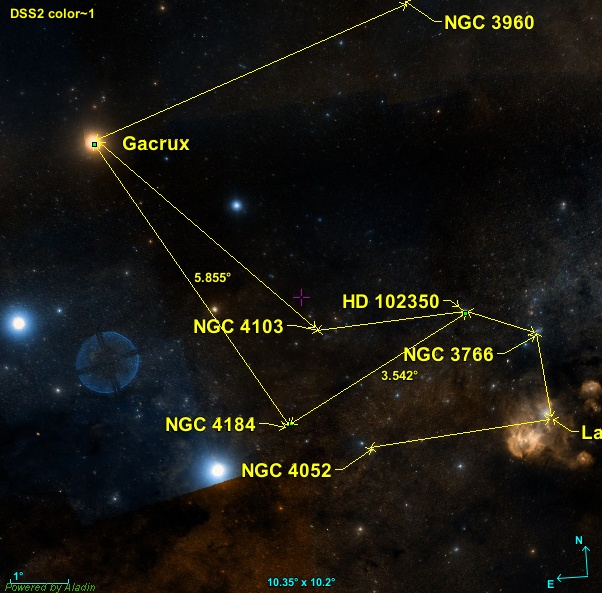
Position de NGC 4184 par rapport à deux étoiles.

NGC 4184 est situé à environ 5,9 degrés au sud-ouest de Gacrux (Gamma Crucis) et à 3,5 degrés de HD 102350. Les amas ouverts NGC 3960, NGC 3766, NGC 4052 et NGC 4103 se trouvent dans la même région du ciel.

## Caractéristiques

### Distance
La base de données Simbad indique cinq valeurs de la parallaxe de l'amas mesurée par le satellite Gaia et provenant de récentes publications (2018 à 2021), soit 0,315 ± 0,037 0 mas, 0,313 ± 0,061 mas, 0,305 ± 0,055 mas, 0,305 ± 0,008 mas et 0,305 ± 0,053 mas. La moyenne de ces cinq valeurs et de leurs incertitudes sont 0,308 6 ± 0,042 4 mas ce qui correspond à une distance de 3 240+516
−391 pc.

### Taille
La taille apparene de l'amas est selon les sources égale à 2,0' ou de 3,8',. Grâce à un calcul simple, on peut trouver la taille réelle de l'amas. En utilisant la plus grande taille apparente et la plus grande distance, on obtient la taille réelle maximale soit 13,54 al. De même en utilisant la plus petite taille apparente et la plus petite distance, on obtient la plus petite taille réelle, soit 5,41 al. De ces deux valeurs, on déduit que la taille de l'amas est égale à 9,5 ± 4,1 al.

### Vitesse
Trois valeurs de la vitesse sont indiquées sur Simbad, soit −30,34 ± 1,27 km/s, −30,71 ± 1,252 km/s et −30,34 ± 1,27 km/s. La moyenne et l'écart type ces valeurs sont de −30,53 ± 0,26 km/s alors que la moyenne de leur incertitude est de 1,26 km/s.

### Mouvement propre
Simbad indique six couples de valeurs pour le mouvement propre de l'amas, dont cinq provenant d'articles publiés entre 2018 et 2021 sont très semblables. L'autre couple provenant d'articles publiés en 2014 est totalement différent et très imprécis. Les valeurs de ces cinq couples en ascension droite et en déclinaison sont :
- −4,119 ± 0,061 mas/an et 0,292 ± 0,043 mas/an[6]
- −4,097 ± 0,125 mas/an et 0,313 ± 0,104 mas/an[7]
- −4,109 ± 0,104 mas/an et 0,293 ± 0,099 mas/an[8]
- −4,109 ± 0,017 mas/an et 0,293 ± 0,015 mas/an[4]
- −4,109 ± 0,104 mas/an et 0,293 ± 0,099 mas/an[9]

Le mouvement propre moyen obtenu de ces cinq valeurs en ascension droite et en déclinaison, ainsi que de leurs incertitudes est égal à −4,109 ± 0,082 mas/an et 0,297 ± 0,072 mas/an.
L'autre couple est −4,41 ± 3,57 mas/an et −0,65 ± 2,05 mas/an.

### Métallicité
Simbad rapporte une seule valeur de la métallicité, soit 0,163. Selon cette valeur, le pourcentage d'éléments lourds (plus lourd que l'hydrogène et l'hélium) de cet amas est de 146% (100,163) de celui du Soleil.

### Âge
NGC 4184 ne figure ni sur la base de données WEBDA ni sur la catalogue Lynga, deux sources qui indiquent habituellement l'âge des  amas ouverts. Aucune des sources consultées ne rapportent son âge.

## Étoiles
Simbad montre aussi un bouton nommé Children. En cliquant sur ce bouton, on atteint une section de cette base de données qui renferme un tableau contenant 53 entrées pour NGC 4184. Cependant, des étoiles (les Children) peuvent apparaître plusieurs fois dans la deuxième colonne du tableau, d'où le nombre de liens bibliographiques qui est supérieure au nombre d'étoiles. La quatrième colonne de ce tableau indique la probabilité que l'étoile appartienne à l'amas. En cliquant sur le titre de cette colonne, on peut classer la probabilité par ordre croissant ou décroissant. En cliquant sur la désignation de l'étoile, on atteint la page de Simbad qui résume ses propriétés.